# Kościół św. Mikołaja w Radochowie
Kościół św. Mikołaja w Radochowie – zabytkowy kościół wybudowany w miejscowości Radochów.

## Historia
Pierwotnie gotycko-renesansowy, następnie barokowy kościół prze/z/budowany w 1614, potem w XVIII w., kryty dachem dwuspadowym z wieżą zwieńczoną hełmem. Kościół parafialny.